# 吸血鬼映画

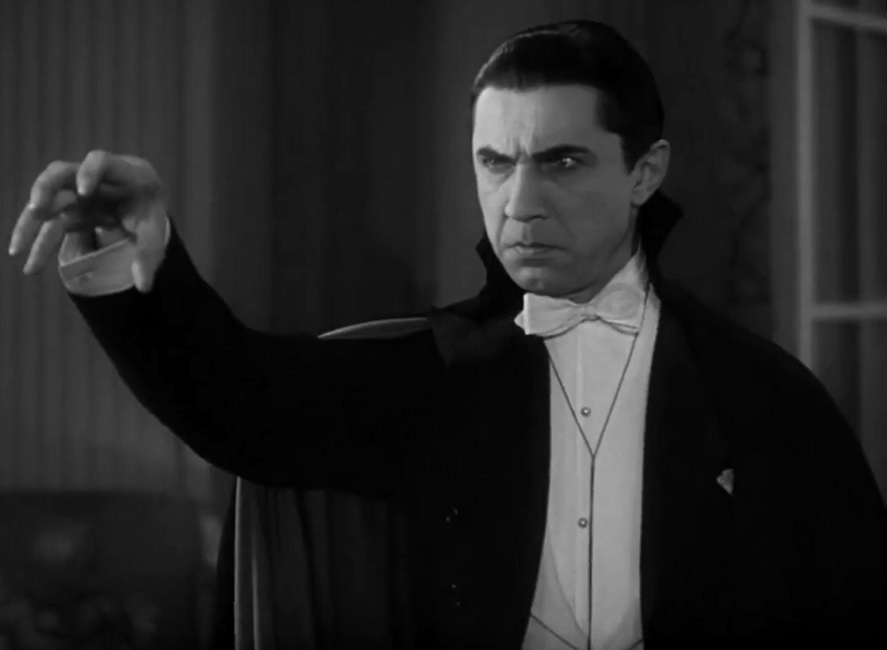
ベラ・ルゴシが演じるドラキュラ伯爵（『魔人ドラキュラ』、1931年）

吸血鬼映画（きゅうけつきえいが）またはヴァンパイア映画、吸血鬼ものとは、映画ジャンルの1つで、吸血鬼を題材とした作品を指す。基本的にはホラー映画のサブジャンルだが、ドラマ、アクション、SF、ロマンス、コメディ、ファンタジー、時にゾンビ映画などに分類される作品も多い。
吸血鬼映画は、無声映画の時代から世界の映画界の定番であり、大衆文化における吸血鬼のイメージは、長年にわたる映画での描写に強く基づいている。数多くの映画作品において吸血鬼は人の生き血を好み、また他者を操る能力を持つなど設定は共通している。中には太陽光によって滅ぶといった吸血鬼映画で確立された設定もある。
最も人気のある原作小説は1897年のブラム・ストーカーによる『吸血鬼ドラキュラ』であり、これまでに170以上のバージョンがある。次いで、1872年に出版されたシェリダン・レ・ファニュの小説『カーミラ』の映画化が続く。2005年までに、ドラキュラ伯爵はシャーロック・ホームズを除く他のどのフィクション・キャラクターよりも多くの映画の題材となっている。

## 歴史

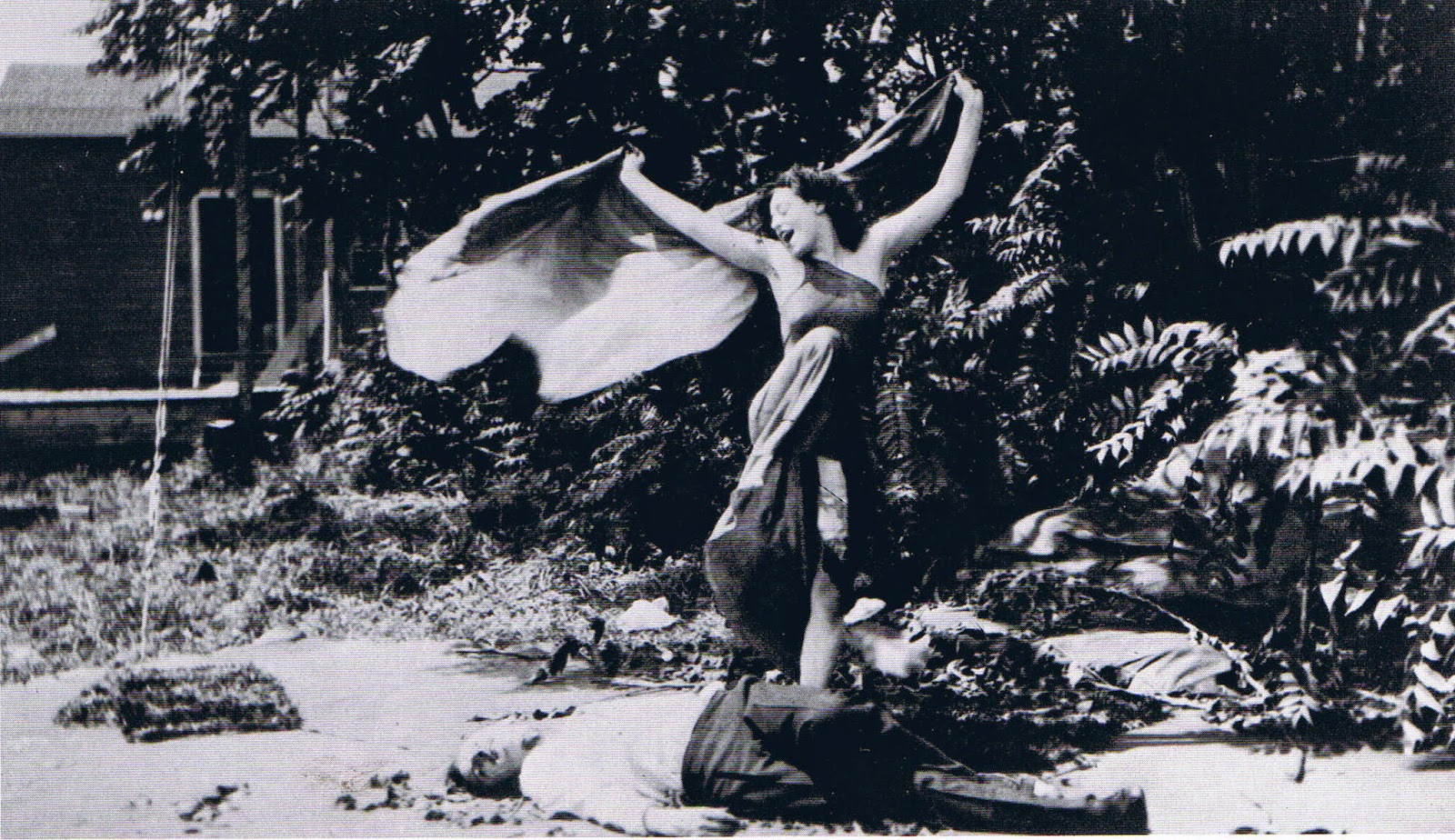
『吸血鬼』（1913年）のワンシーン

初期の映画における吸血鬼は、ロバート・G・ヴィニョーラ監督の『吸血鬼』（1913年）などがあり、この頃の吸血鬼は不死身ではなく、また「ヴァンプ（vamps）」と呼ばれていた。このようなファム・ファタールは、1897年にラドヤード・キップリングが書いた『The Vampire』という詩に触発されたものである。この詩は同年に展示されたフィリップ・バーン＝ジョーンズの女性吸血鬼の絵を解説する形で書かれたものだった。誘惑された男を描いた一遍「A fool there was ...」はセダ・バラが当該の吸血鬼（ヴァンプ）を演じた映画『愚者ありき』（1915年）のタイトルとして使われ、この詩は映画の宣伝にも使われた。
不死身の貴族を初めて映画化したのは、間違いなくハンガリーの長編映画『Drakula halala』（Karoly Lajthay、1921年）だが、これはフィルムが現存していない（失われた映画）とみなされている。
1922年にドイツで製作された『吸血鬼ノスフェラトゥ』（F・W・ムルナウ監督）はマックス・シュレックが恐ろしいオルロック伯爵を演じる画期的な作品であり、本物の超自然的な吸血鬼が登場した。本作はブラム・ストーカーの『吸血鬼ドラキュラ』を翻案したものであったが、権利者に無断の映画化であり、後にストーカーの相続人が訴訟を起こして勝訴し、すべてのネガとプリントの破棄が命じられた。現存するフィルムは、1994年にヨーロッパの研究者チームによって発見された破棄を免れた5本のプリントを丹念に復元したものである。この映画のエンディングでは伝統的な心臓への杭打ちではなく、太陽光によって吸血鬼が滅びるが、これは後の映画に大きな影響を与え、一般的な吸血鬼伝説の一部に含まれるようになった。
吸血鬼伝説を扱った次の古典的作品は、ストーカーの『吸血鬼ドラキュラ』を原作とした舞台劇の映画化であり、ベラ・ルゴシがドラキュラ伯爵を演じたユニバーサルの『魔人ドラキュラ』（1931年）である。ルゴシの演技は非常に人気を博し、そのハンガリー訛りと大げさな身振りは、今ではドラキュラ伯爵の特徴として定着している。ユニバーサルはこの5年後に続編となる『女ドラキュラ』（1936年）を公開し、さらに1943年には、ロン・チェイニー・ジュニア主演の続編『夜の悪魔』が公開された。1931年の初作で明白に滅ぼされたにもかかわらず、ドラキュラ伯爵は1940年代半ばに3つのユニバーサル映画で生き返った。ジョン・キャラダインがドラキュラ伯爵を演じた『フランケンシュタインの館』（1944年）と『ドラキュラとせむし女』（1945年）、またルゴシが再びドラキュラを演じた『凸凹フランケンシュタインの巻』（1948年）である。ルゴシは1930年代から1940年代にかけて他に2本の映画で吸血鬼を演じていたが、この最後の映画で2度目の（そして最後の）ドラキュラ伯爵をスクリーンで演じることとなった。

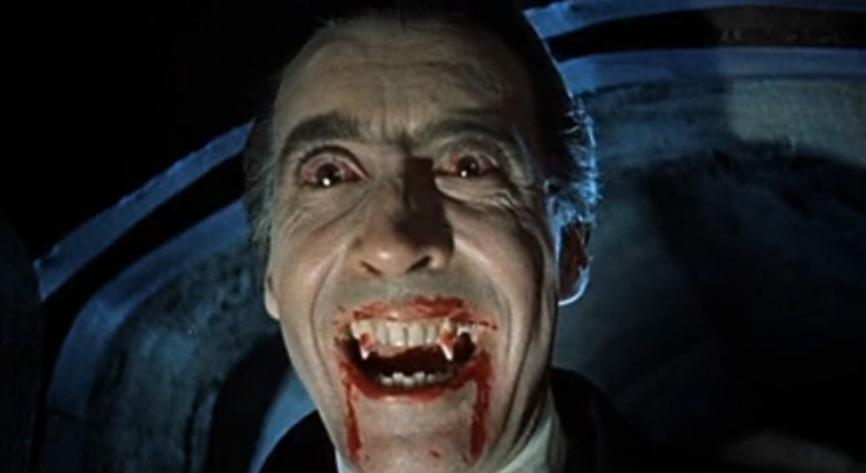
クリストファー・リーが演じるドラキュラ伯爵（『吸血鬼ドラキュラ』、1958年）

その後、ドラキュラはクリストファー・リーが伯爵を演じるハマー・フィルムによる新しいシリーズに世代交代した。このシリーズの第1作『吸血鬼ドラキュラ』（1958年）では、伯爵が太陽の光を浴びて壮絶な死を遂げ、これは『吸血鬼ノスフェラトゥ』で登場した吸血鬼は太陽光が苦手という吸血鬼の伝説を確立し、事実上の公式な吸血鬼の設定に変えた。リーは、7つの続編のうち2つを除いて、すべての作品でドラキュラを演じた。ストーカーの小説をより忠実に映画化したものが、フランシス・フォード・コッポラ監督の『ドラキュラ』（1992年）だが、この作品の伯爵は中世バルカン半島の悪名高い支配者ヴラド3世と同一視されている。
ストーカーのドラキュラを基にした主流以外にもシェリダン・レ・ファニュの『カーミラ』に触発されたレズビアン・ヴァンパイアをテーマにした吸血鬼映画の亜流も登場した。もともと1936年の『女ドラキュラ』のザレスカ伯爵夫人もレズビアンであることが暗示されていたが、最初に公然とレズビアンの吸血鬼が登場したのはロジェ・ヴァディムの『血とバラ』（1960年）であり、より明確なレズビアン作品は、ハマーのカルンシュタインシリーズ（『バンパイア・ラヴァーズ』『恐怖の吸血美女』『ドラキュラ血のしたたり』）がある。イングリッド・ピットとマデリン・スミスが主演した『バンパイア・ラヴァーズ』（1970年）は、レ・ファニュの小説を比較的わかりやすく再現したものであったが、暴力や性的描写はより露骨なものであった。『ドーターズ・オブ・ドラキュラ/吸血淫乱姉妹』（1974年）など、このジャンルの後続作品では、セックス、ヌード、暴力の描写がより明確になっている。
1948年の『凸凹フランケンシュタインの巻』がそうであるように、吸血鬼はしばしばコメディ映画の題材にもなった。ロマン・ポランスキー監督の『吸血鬼』（1967年）はこの分野の代表作である。他にもデヴィッド・ニーヴンが恋するドラキュラを演じた『吸血鬼』（1974年）やジョージ・ハミルトンがドラキュラ伯爵を演じた『ドラキュラ都へ行く』（1979年）、『ティーンバンパイヤ』（1988年）、『イノセント・ブラッド』（1992年）、『バッフィ/ザ・バンパイア・キラー』（1992年）などがあり、近年ではメル・ブルックス監督がレスリー・ニールセンを起用した『レスリー・ニールセンのドラキュラ』（1995年）や、タイカ・ワイティティとジェマイン・クレメントがモキュメンタリーで表現した『シェアハウス・ウィズ・ヴァンパイア』（2014年）などがある。
吸血鬼映画の歴史のもう一つの特徴は超自然的なホラーからSF的な吸血鬼の設定に変化したことである。『地球最後の男』（1964年、シドニー・サルコウ監督）、『地球最後の男オメガマン』（1971年、ボリス・セイガル監督）など、リチャード・マシスンの小説『地球最後の男』をベースにした作品がある。これら作品では吸血鬼化には（ウィルスや遺伝子といった）自然で科学的な原因があると説明される。デヴィッド・クローネンバーグ監督の『ラビッド』（1976年）、デヴィッド・ブライス監督の『レッド・ブラッド・ガール』（1990年）や、ブレイド3部作では、吸血鬼化が一種のウィルスによるものとして説明されている。
ブラックスプロイテーション映画『吸血鬼ブラキュラ』（1972年）とその続編『吸血鬼ブラキュラの復活』（1973年）に代表されるように、人種もテーマの一つとなった。このような作品のうち、『ガンジャ&ヘス』（1973年）は、2014年にスパイク・リーによって『ダ・スウィート・ブラッド・オブ・ジーザス』としてリメイクされた。
ベラ・ルゴシの『魔人ドラキュラ』以来、男性であれ女性であれ、吸血鬼は常に情熱と欲望の象徴であり、魅力的なセックスシンボルとして描かれてた。
クリストファー・リー、デルフィーヌ・セイリグ、フランク・ランジェラ、ローレン・ハットンなどは、吸血鬼を演じる際に大きなセックス・アピールを魅せた俳優のほんの一例である。近年では吸血鬼映画の暗黙の性的テーマがよりあからさまになり、『ゲイラキュラ（Gayracula）』（1983年）や『ブダペストの吸血鬼（The Vampire of Budapest）』（1995年）といったホモセクシュアル・ポルノ映画や、ブラム・ストーカーの小説をレズビアンのソフトコア・ポルノ化した『Lust for Dracula』（2005年）などが代表例である。
一方では、ムルナウの『吸血鬼ノスフェラトゥ』で描かれたようなヨーロッパに伝わる恐ろしい怪物をテーマにした小さなサブジャンルもある。マックス・シュレックがムルナウの映画で演じたこの役は、ヴェルナー・ヘルツォーク監督のリメイク版『ノスフェラトゥ』（1979年）でクラウス・キンスキーが演じた。『シャドウ・オブ・ヴァンパイア』（2000年、E・エリアス・マーヒッジ監督）では、ウィレム・デフォーがマックス・シュレックを演じるが、この作品におけるシュレックは本物の吸血鬼という設定である。
スティーヴン・キング原作の『死霊伝説』（1979年、トビー・フーパー監督）では、吸血鬼は恐ろしく単純な生き物であり、エロティシズムはなく、他人の血を吸うことしか考えていない設定である。『アナザー・サイド・ストーリー／ドラキュラ伝説』の主人公である吸血鬼のラドゥも、長い指や爪、全体的にグロテスクな顔立ちなど、その外見の影響を受けている。このタイプの吸血鬼は、映画『30デイズ・ナイト』にも登場する。

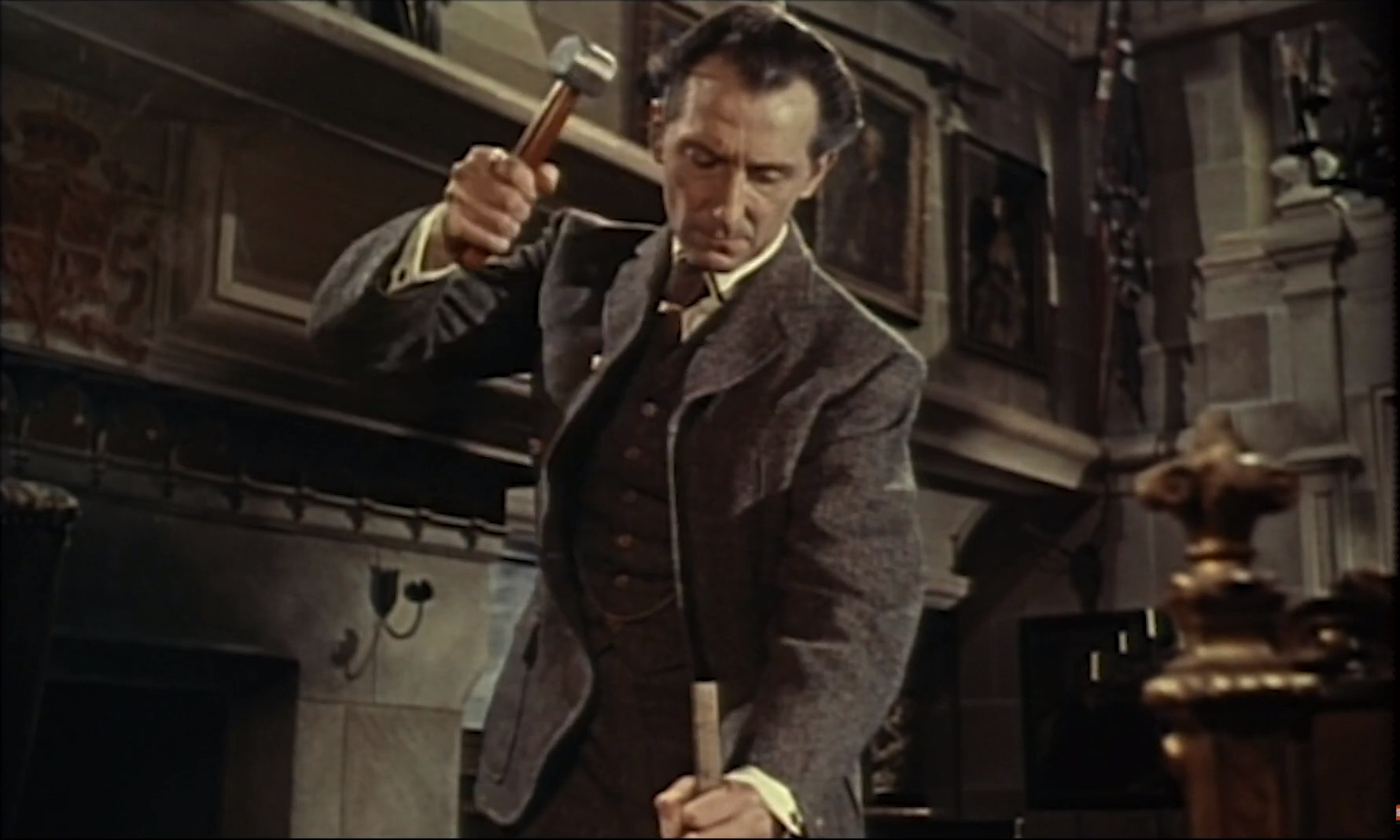
ピーター・カッシングが演じるヴァン・ヘルシング教授（博士）が吸血鬼に杭を打つシーン（『吸血鬼ドラキュラの花嫁』、1960年）

ほとんどの吸血鬼映画の主役は吸血鬼ハンターであり、ストーカーのエイブラハム・ヴァン・ヘルシング教授がその原型となっている。しかし、吸血鬼の殺し方は同じとは限らない。ストーカーのヘルシング教授は心臓に杭を打つことしか手がなかったのに対し、ジョン・カーペンター監督の『ヴァンパイア/最期の聖戦』（1998年）では、ジャック・クロウ（ジェームズ・ウッズ）が重装備の吸血鬼ハンター部隊を率いている。『バッフィ/ザ・バンパイア・キラー』及び同作をもとにしたテレビドラマ『バフィー 〜恋する十字架〜』（またスピンオフの『エンジェル』）の主要人物であるバフィー・アン・サマーズは物語の展開によって超人的な力を得る。

### 吸血鬼ドラキュラ
映画において最も有名で人気のある吸血鬼はドラキュラ伯爵である。この邪悪な伯爵を描いた映画は何十年にもわたって数多く撮影されており、中には映画史に残る吸血鬼の描写とされるものもある。ドラキュラはこれまでに170本以上の映画に登場し、ホラー映画の中で最も頻繁に描かれているキャラクターであり、これは映画全体で見たとき、シャーロック・ホームズに次いで最も多い。

### 日本における吸血鬼映画
日本では天知茂が吸血鬼・竹中を演じた『女吸血鬼』（1959年）があり、これが日本映画における最初の本格的な吸血鬼映画とされる。また、女吸血鬼を題材とした作品としても早い段階で池内淳子が演じた『花嫁吸血魔』（1960年）がある。正確には妖怪映画だが、吸血鬼や血を吸う怪物を西洋妖怪として登場させる作品もあり、古くは『妖怪大戦争』（1968年）がある。これに登場する吸血の怪物ダイモンは代官になりすまし、屋敷奉公の名目で呼びつけた若い娘や子供の生き血を啜る。
上記の作品以外にも、山本迪夫が監督を務めた血を吸うシリーズが知られており、うち『呪いの館 血を吸う眼』と『血を吸う薔薇』で吸血鬼を演じた岸田森はカルト的な人気を得た。